# Tác động của con người đối với đời sống dưới nước

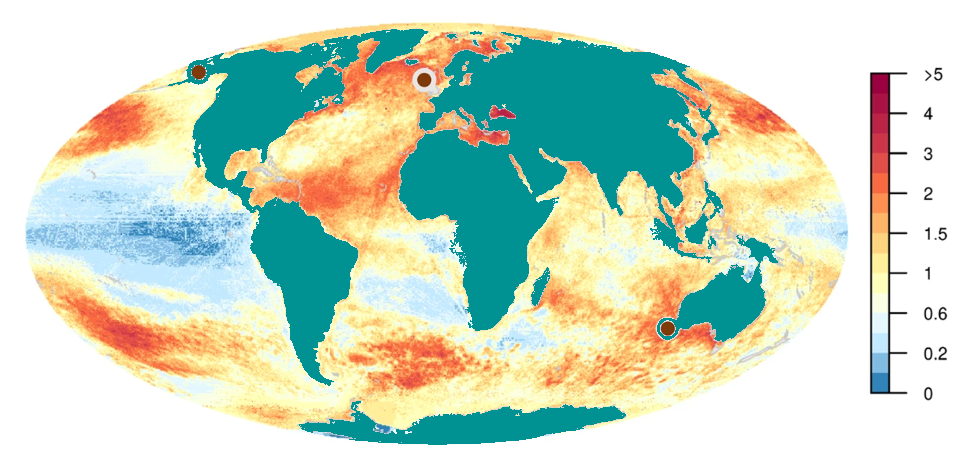
Tác động tích lũy toàn cầu của con người lên đại dương

Các hoạt động của con người ảnh hưởng đến sinh vật biển và sinh cảnh biển thông qua việc đánh bắt quá mức, mất môi trường sống, sự du nhập của các loài xâm lấn, ô nhiễm đại dương, axit hóa đại dương và sự nóng lên của đại dương. Những tác động này ảnh hưởng đến hệ sinh thái biển và lưới thức ăn, có thể dẫn đến những hậu quả không được chấp nhận đối với sự đa dạng sinh học và sự tiếp tục của các dạng sinh vật biển.
Theo IPCC (2019), kể từ năm 1950, "nhiều loài sinh vật biển thuộc các nhóm khác nhau đã trải qua những sự thay đổi về phạm vi địa lý và các hoạt động theo mùa để đối phó với sự nóng lên của đại dương, sự thay đổi băng biển và các thay đổi về sinh hóa, chẳng hạn như thiếu oxy, đối với môi trường sống của chúng."
Người ta ước tính chỉ có 13% diện tích đại dương vẫn là vùng hoang dã, chủ yếu là ở các khu vực đại dương mở thay vì dọc theo bờ biển.

## Đánh bắt quá mức

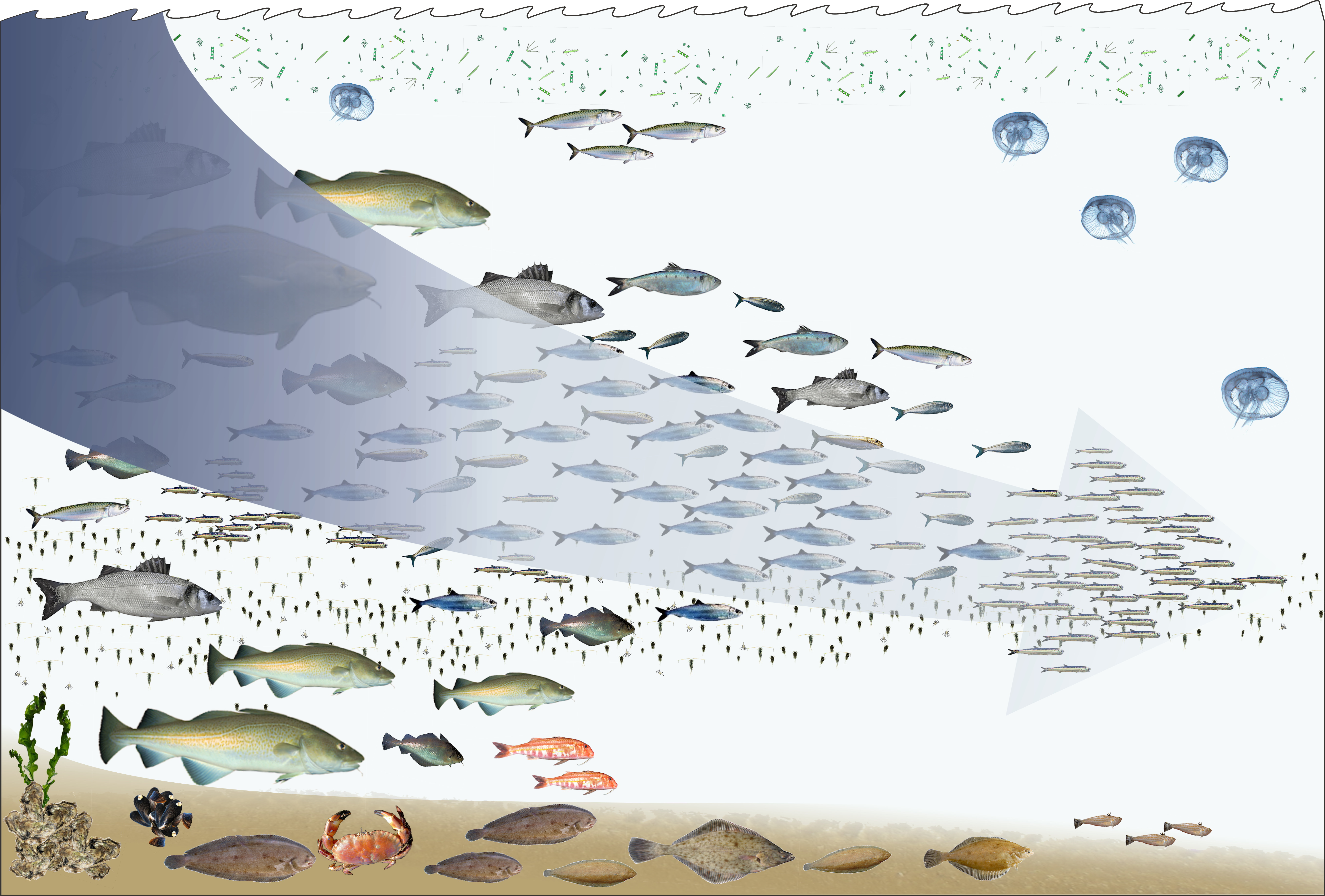

Theo báo cáo năm 2018 của Tổ chức Nông lương Liên hợp quốc, tình trạng đánh bắt quá mức đang xảy ra ở 1/3 trữ lượng cá thế giới. Ngoài ra, các nhà quan sát trong ngành tin rằng việc đánh bắt bất hợp pháp, không báo cáo và không được kiểm soát xảy ra ở hầu hết các ngành thủy sản, và chiếm tới 30% tổng sản lượng đánh bắt ở một số nghề cá quan trọng.  Theo một hiện tượng được gọi là đánh bắt theo mạng lưới thức ăn, mức độ dinh dưỡng trung bình của công nghiệp cá thế giới đã giảm do sự đánh bắt quá mức các loài cá có mức độ dinh dưỡng cao.  

## Mất môi trường sống

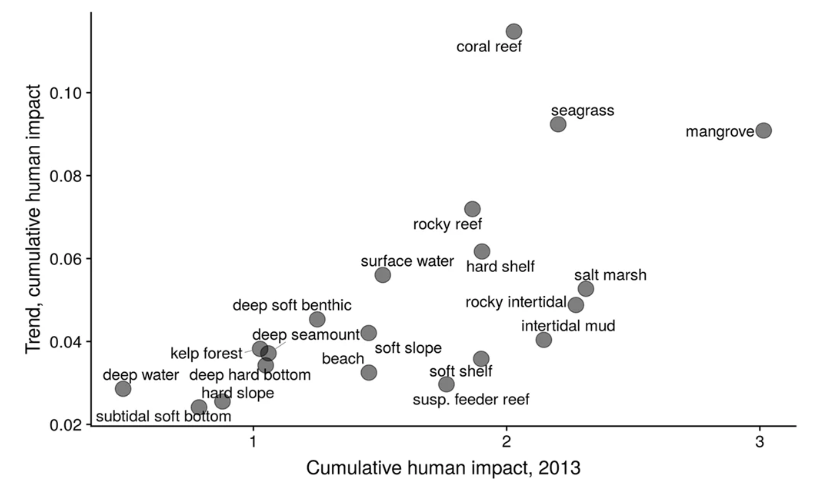
Mối quan hệ giữa xu hướng hàng năm và các hệ quả tích lũy hiện tại đối với các hệ sinh thái biển khác nhau.

Các hệ sinh thái ven biển đang bị con người tàn phá nghiêm trọng. Sự mất môi trường sống đáng kể đang xảy ra đặc biệt là ở các thảm cỏ biển, rừng ngập mặn và rạn san hô, tất cả đều đang suy giảm do tác động của con người.
Các rạn san hô là một trong những hệ sinh thái đa dạng và năng suất trên hành tinh, nhưng 1/5 trong số đó đã biến mất trong những năm gần đây do sự xáo trộn của con người. Các rạn san hô là hệ sinh thái được điều khiển bởi vi sinh vật, dựa vào vi sinh vật biển để giữ lại và tái chế chất dinh dưỡng nhằm phát triển mạnh trong các vùng nước đa dưỡng. Tuy nhiên, những vi sinh vật tương tự này cũng có thể kích hoạt các vòng phản hồi làm gia tăng sự suy giảm mạnh mẽ ở các rạn san hô, với các tác động phân tầng qua các chu trình sinh địa hóa và lưới thức ăn biển. Cần hiểu rõ hơn về các tương tác phức tạp của vi sinh vật trong các rạn san hô nếu việc bảo tồn rạn san hô có cơ hội thành công trong tương lai.
Các thảm cỏ biển đã bị mất đi 30.000 km2 (12.000 dặm vuông Anh) trong những thập kỷ gần đây. Các dịch vụ hệ sinh thái cỏ biển, hiện trị giá khoảng 1,9 nghìn tỷ USD mỗi năm, bao gồm chu trình dinh dưỡng, cung cấp thức ăn và môi trường sống cho nhiều loài động vật biển, bao gồm cả cá nược, lợn biển và rùa xanh đang bị đe dọa, và các điều kiện chính cho cá rạn san hô.

1/5 rừng ngập mặn trên thế giới cũng đã bị mất kể từ năm 1980. Mối đe dọa cấp bách nhất đối với các khu rừng tảo bẹ là việc đánh bắt quá mức các hệ sinh thái ven biển, bằng cách loại bỏ các mức độ dinh dưỡng cao hơn đã tạo điều kiện cho chúng chuyển sang các trại nuôi nhím làm suy giảm chất lượng.

## Các loài xâm lấn

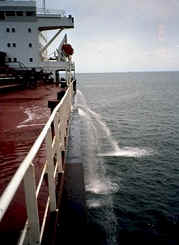
Một con tàu chở hàng bơm nước dằn qua mạn.

Loài xâm lấn là các loài không có nguồn gốc ở một địa điểm cụ thể, có thể lây lan ở mức độ gây thiệt hại cho môi trường, kinh tế con người hoặc sức khỏe con người.  Năm 2008, Molnar et   al. đã ghi lại đường đi của hàng trăm loài xâm lấn biển và phát hiện ra rằng vận chuyển là cơ chế chính để di chuyển các loài xâm lấn trong đại dương. Hai cơ chế hàng hải chính của việc vận chuyển các sinh vật biển đến các môi trường đại dương khác là thông qua tắc nghẽn thân tàu và chuyển nước dằn tàu.

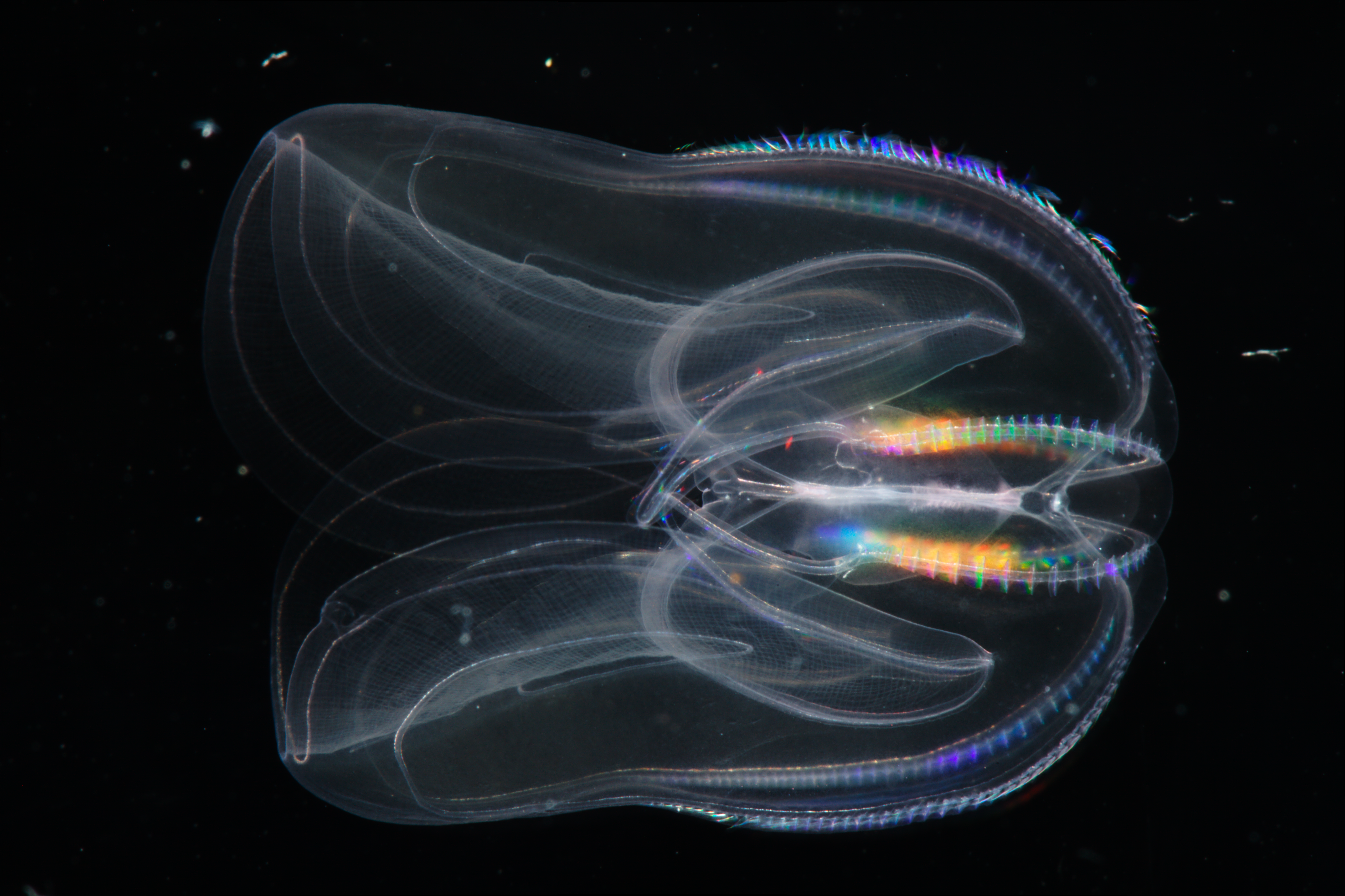
Sứa lược Leidyi

Nước dằn được đưa lên biển và xả tại cảng là nguồn chính của các sinh vật biển kỳ lạ không mong muốn. Vẹm vằn nước ngọt xâm lấn, có nguồn gốc từ biển Đen, Caspi và Azov, có lẽ đã được vận chuyển đến Hồ Lớn thông qua nước dằn từ một con tàu xuyên đại dương.  Meinesz tin rằng một trong những trường hợp tồi tệ nhất của một loài xâm lấn đơn lẻ gây hại cho hệ sinh thái có thể là do một loài sứa tưởng như vô hại. Sứa lược Leidyi, một loài sứa lược phát tán nên hiện sinh sống ở các cửa sông ở nhiều nơi trên thế giới, được giới thiệu lần đầu tiên vào năm 1982, và được cho là đã được vận chuyển đến Biển Đen trong nước dằn tàu. Số lượng của loài sứa này tăng lên theo cấp số nhân và đến năm 1988, nó đã tàn phá ngành đánh bắt cá địa phương. "Sản lượng đánh bắt cá cơm giảm từ 204.000 tấn năm 1984 xuống còn 200 tấn năm 1993; cá cơm từ 24.600 tấn năm 1984 xuống 12.000 tấn năm 1993; cá thu ngựa từ 4.000 tấn năm 1984 xuống 0 năm 1993."  Hiện tại, sứa đã làm cạn kiệt các loài động vật phù du, bao gồm cả ấu trùng cá, số lượng của chúng đã giảm đáng kể, tuy nhiên chúng vẫn tiếp tục duy trì một thế mạnh đối với hệ sinh thái.
Các loài xâm lấn có thể tiếp quản các khu vực đã từng bị chiếm đóng, tạo điều kiện lây lan các bệnh mới, đưa vật chất di truyền mới vào, thay đổi cảnh quan dưới nước và gây nguy hiểm cho việc kiếm thức ăn của các loài bản địa. Các loài xâm lấn khiến doanh thu và chi phí quản lý chỉ tính riêng ở Mỹ mất đi khoảng 138 tỷ đô la hàng năm.

## Ô nhiễm vùng biển
Ô nhiễm biển xảy ra do sự xâm nhập của các chất thải công nghiệp, nông nghiệp và dân cư vào biển. Các con đường gây ô nhiễm này bao gồm nước nông nghiệp chảy ra sông, các mảnh vụn và bụi do gió thổi. Mây nâu châu Á, lớp ô nhiễm không khí bao phủ phần lớn Nam Á và Ấn Độ Dương trong vài tháng hàng năm, cũng treo lơ lửng trên Vịnh Bengal. Do đám mây này, các vệ tinh cố gắng theo dõi quá trình axit hóa đại dương và các chỉ số sức khỏe đại dương khác trong Vịnh gặp khó khăn trong việc thu được các phép đo chính xác.

### Ô nhiễm chất dinh dưỡng
Ô nhiễm chất dinh dưỡng là nguyên nhân chính gây ra hiện tượng phú dưỡng nước mặt, trong đó các chất dinh dưỡng dư thừa, thường là nitrat hoặc phosphat, kích thích tảo phát triển.

### Hóa chất độc hại
Các hóa chất độc hại có thể bám vào các phần tử nhỏ li ti, sau đó được sinh vật phù du và động vật đáy hấp thụ, hầu hết chúng đều là thức ăn lắng đọng hoặc thức ăn lọc. Bằng cách này, các chất độc được tập trung trong các chuỗi thức ăn đại dương. Nhiều phần tử kết hợp hóa học theo một cách làm cạn kiệt oxy, khiến các cửa sông bị thiếu khí. Thuốc trừ sâu và các kim loại độc hại tương tự tích hợp vào lưới thức ăn biển, gây hại cho sức khỏe sinh học của sinh vật biển. Nhiều loại thức ăn chăn nuôi có hàm lượng bột cá hoặc thủy phân cá cao. Bằng cách này, các chất độc từ biển chuyển trở lại động vật trên cạn và sau đó sang người.
Số lượng thực vật phù du đã tăng lên trong thế kỷ qua ở các vùng nước ven biển, và gần đây đã giảm ở vùng biển mở. Sự gia tăng dòng chảy chất dinh dưỡng từ đất liền có thể giải thích sự gia tăng của thực vật phù du ven biển, trong khi nhiệt độ bề mặt ấm lên ở đại dương mở có thể đã củng cố sự phân tầng trong cột nước, làm giảm dòng chảy của chất dinh dưỡng từ sâu mà thực vật phù du đại dương mở thấy hữu ích.

### Ô nhiễm nhựa
Ước tính cho thấy có khoảng 9 triệu tấn nhựa được thải xuống đại dương mỗi năm. Loại nhựa này có thể cần 450 năm hoặc hơn để phân hủy. Khi ở trong đại dương, nhựa được các động vật chân đốt sống ở biển cắt nhỏ thành vi nhựa. Hiện nay có những bãi biển mà 15% cát chứa các hạt vi nhựa. Trong chính các đại dương, vi nhựa trôi nổi trên bề mặt vùng nước, nơi chúng được ăn bởi những sinh vật phù du. 

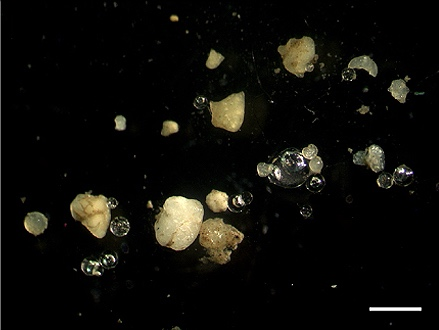
Vi nhựa trong cát và các quả cầu thủy tinh trong trầm tích từ sông Rhine. Thanh màu trắng đại diện cho 1   mm.
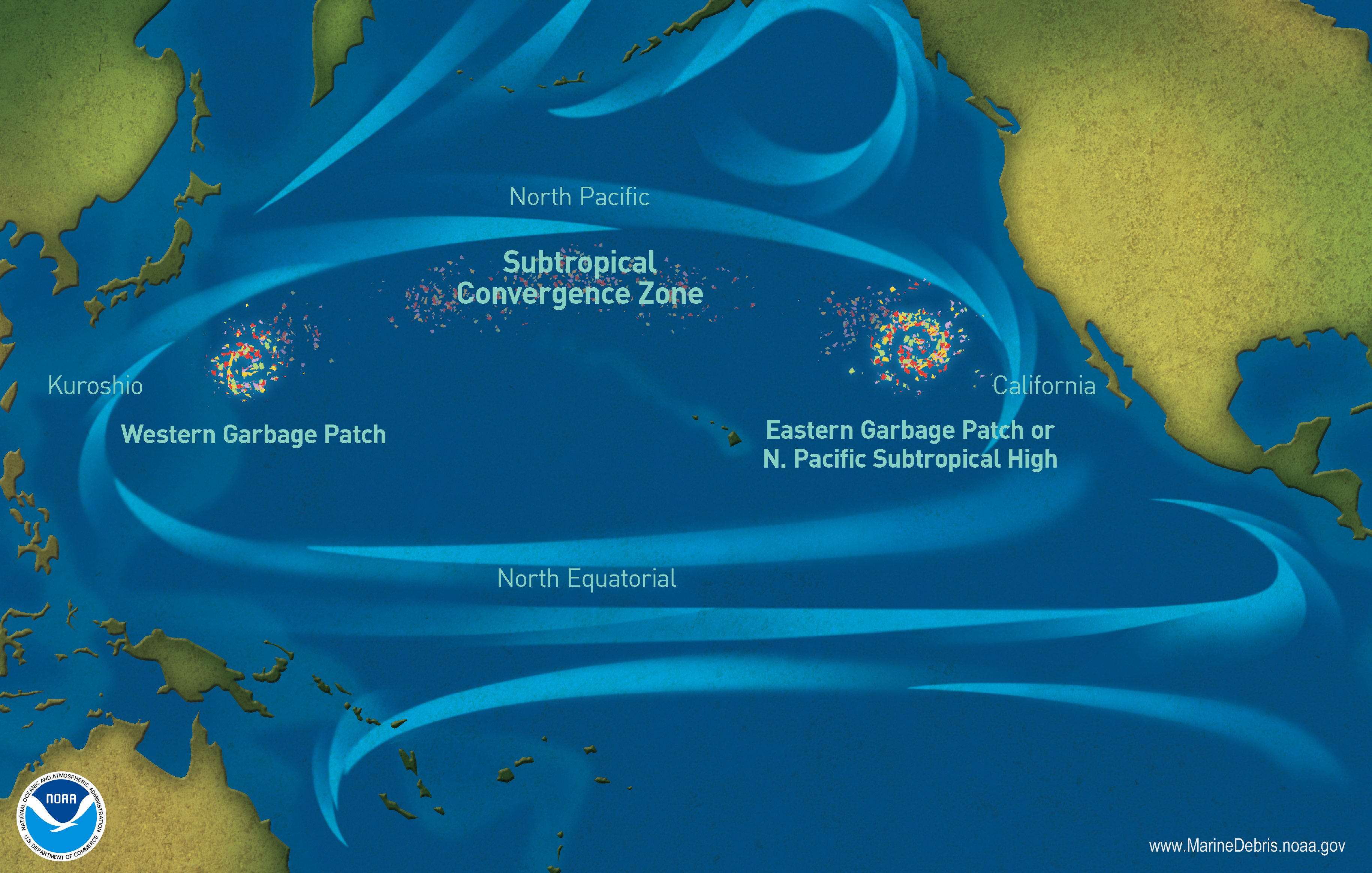
Những mảng rác nhựa khổng lồ tích tụ ở trung tâm các con sông biển.
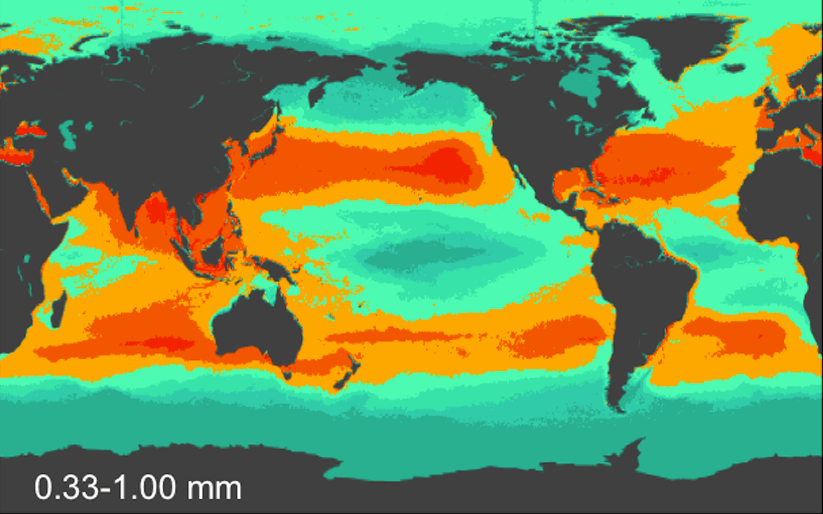
Kết quả mô hình cho mật độ đếm của các hạt nhựa phù du nhỏ.
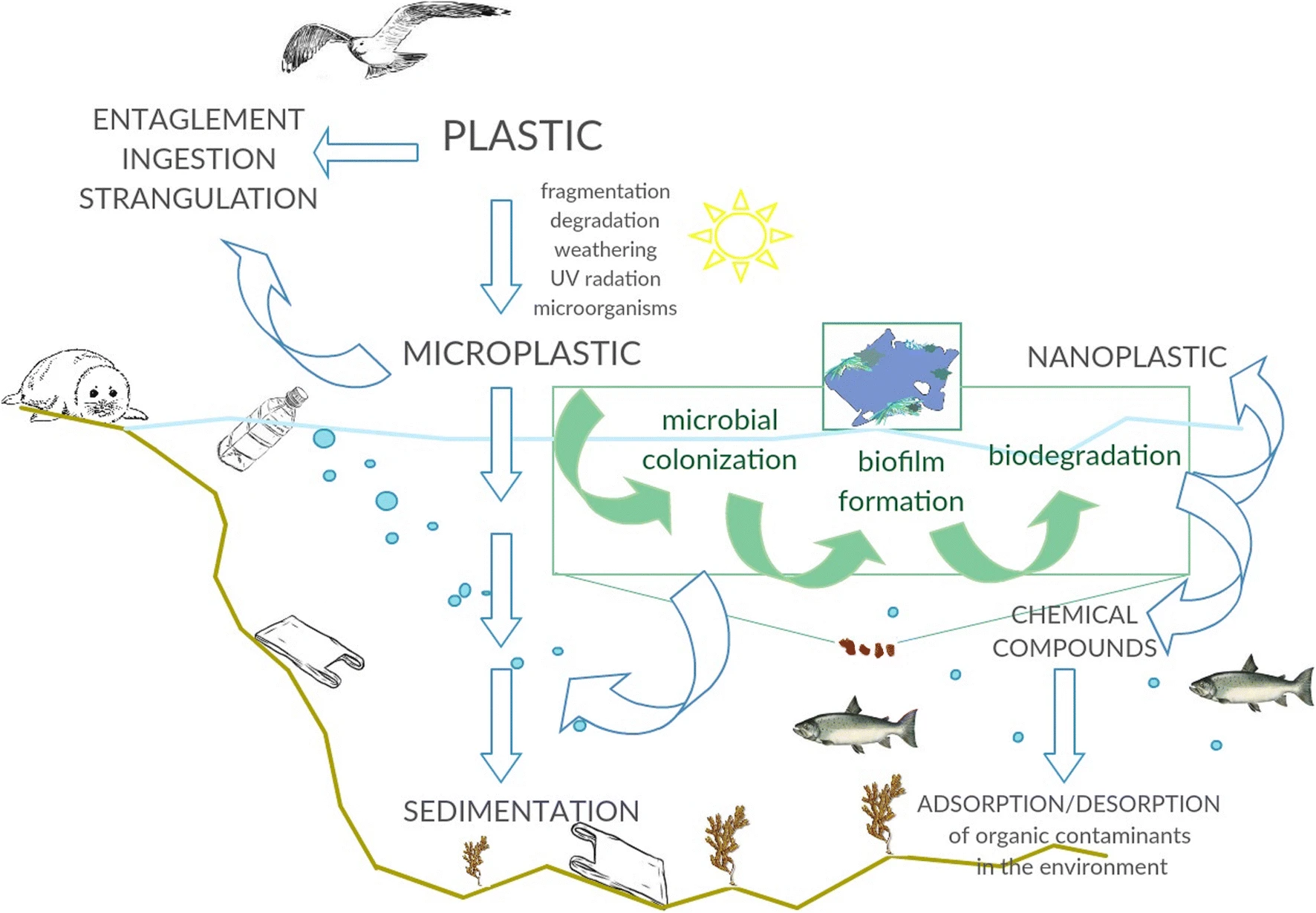
Tương tác giữa vi sinh vật biển và vi nhựa

### Ô nhiễm tiếng ồn
Ô nhiễm tiếng ồn dưới nước do các hoạt động của con người cũng phổ biến ở biển. Tàu chở hàng phát ra tiếng ồn cao do chân vịt và động cơ diesel. Sự ô nhiễm tiếng ồn này làm gia tăng đáng kể mức độ tiếng ồn xung quanh tần số thấp so với mức độ tiếng ồn do gió gây ra. Các loài động vật như cá voi phụ thuộc vào âm thanh để giao tiếp có thể bị ảnh hưởng xấu. Ngay cả động vật không xương sống ở biển, chẳng hạn như cua (Carcinus maenas), đã được chứng minh là bị ảnh hưởng tiêu cực bởi tiếng ồn của tàu.

### Bệnh do con người gây ra
- Harvell, Drew (2019) Bùng phát đại dương: Đối đầu với thủy triều dâng của Bệnh biển Đại học California Press. ISBN 9780520296978.

## Carbon

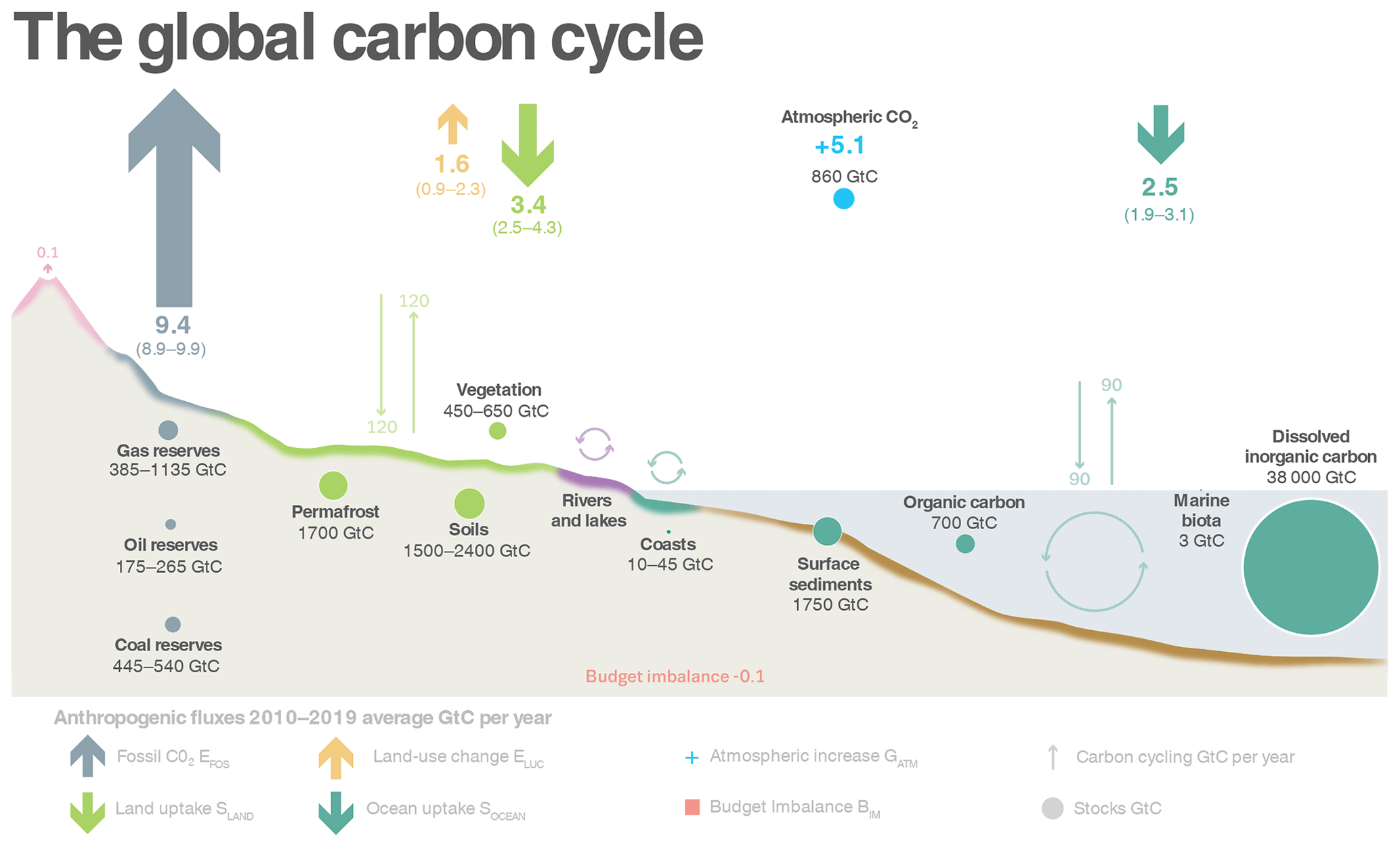
Những thay đổi do con người gây ra trong chu trình carbon toàn cầu 2009-2018

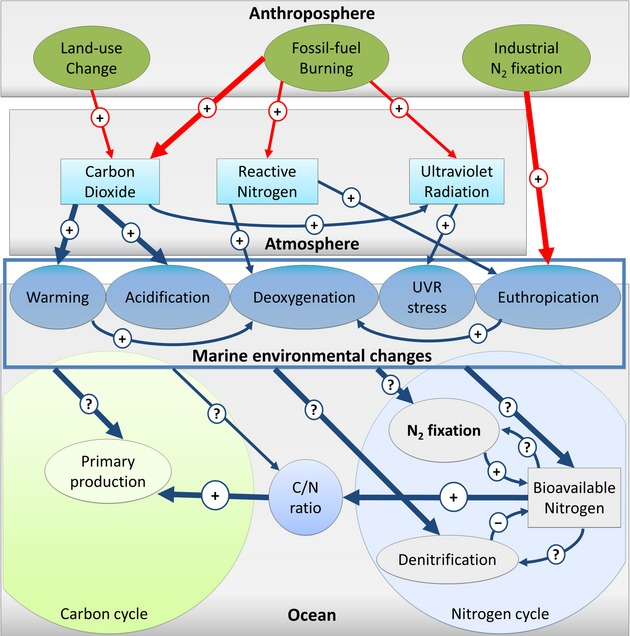
Tương tác giữa nitơ - cacbon - khí hậu.

## Vi sinh vật

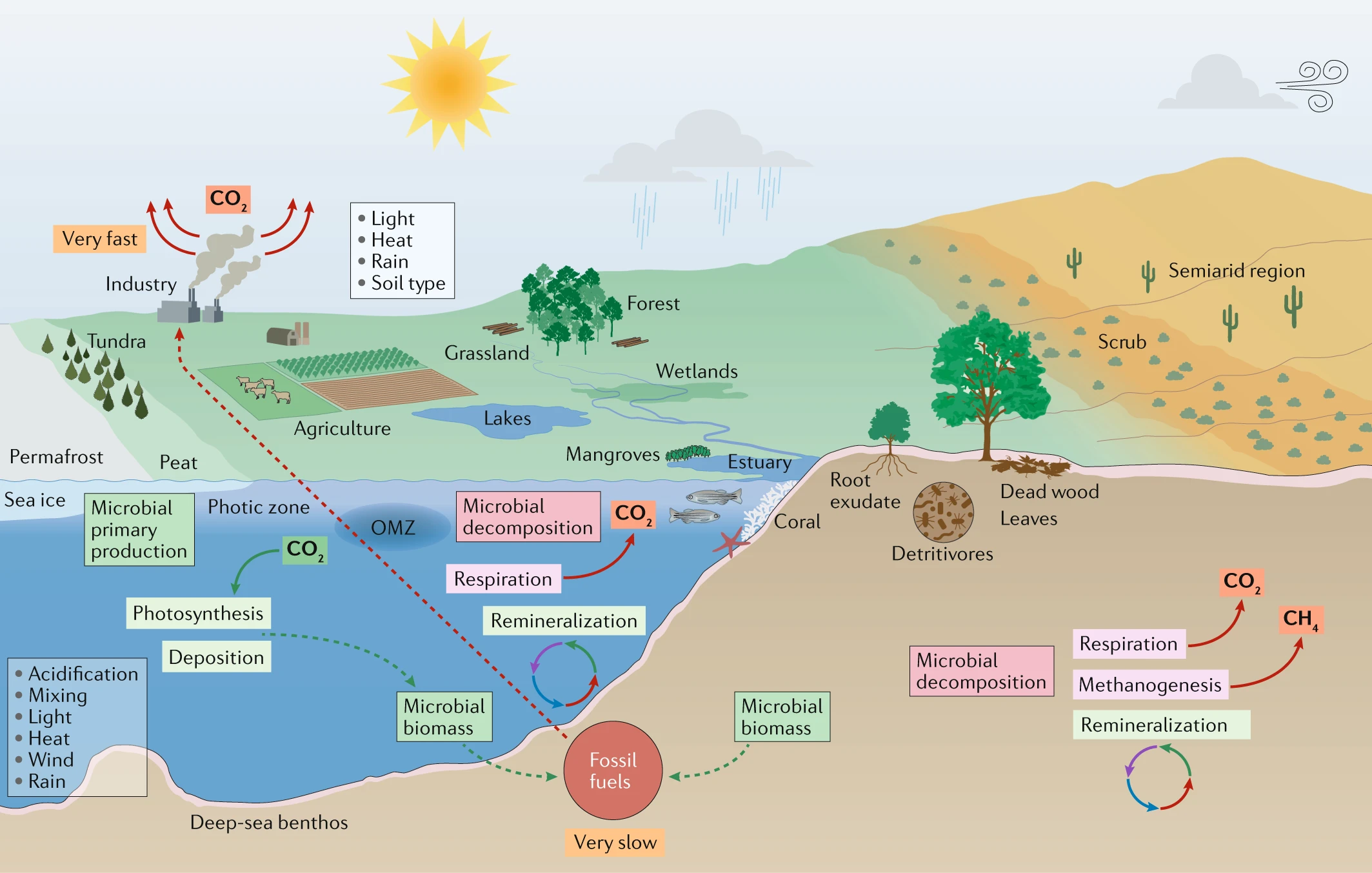
Vi sinh vật và sự biến đổi khí hậu trong quần xã sinh vật biển và trên cạn

Trong môi trường biển, sản xuất sơ cấp của vi sinh vật góp phần đáng kể vào quá trình hấp thụ CO 2. Các vi sinh vật biển tái chế các chất dinh dưỡng để sử dụng trong lưới thức ăn biển và trong quá trình này giải phóng CO 2 vào khí quyển. Sinh khối vi sinh vật và các chất hữu cơ khác (tàn dư của thực vật và động vật) được chuyển đổi thành nhiên liệu hóa thạch trong hàng triệu năm. Ngược lại, việc đốt cháy nhiên liệu hóa thạch giải phóng khí nhà kính trong một phần nhỏ thời gian đó. Kết quả là, chu trình carbon bị mất cân bằng, và mức CO 2 trong khí quyển sẽ tiếp tục tăng lên khi nhiên liệu hóa thạch tiếp tục bị đốt.

## Sự axit hóa đại dương

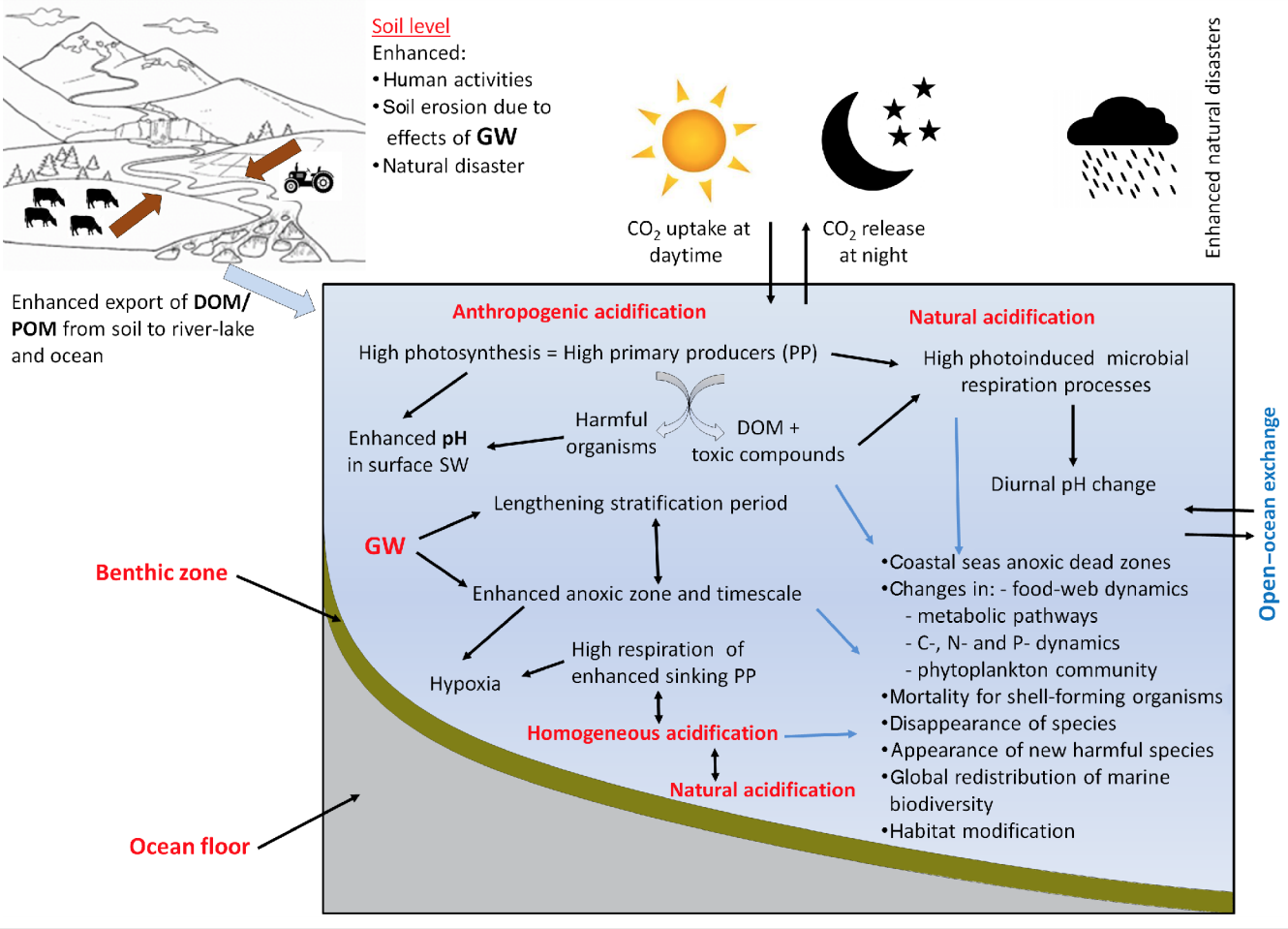
Tác động tiềm tàng của quá trình axit hóa đại dương

Axit hóa đại dương là sự axit hóa ngày càng tăng của các đại dương, nguyên nhân chủ yếu là do sự hấp thụ carbon dioxide từ khí quyển. Sự gia tăng carbon dioxide trong khí quyển do đốt nhiên liệu hóa thạch dẫn đến nhiều carbon dioxide bị hòa tan trong đại dương. Khi carbon dioxide hòa tan trong nước, nó tạo thành các ion hydro và cacbonat. Điều này làm tăng độ axit của đại dương và khiến việc tồn tại ngày càng khó khăn hơn đối với vi sinh vật, động vật có vỏ và các sinh vật biển khác phụ thuộc vào calci cacbonat để hình thành vỏ của chúng.
Độ axit tăng lên cũng có khả năng gây hại cho các sinh vật biển, chẳng hạn như làm giảm tốc độ trao đổi chất và phản ứng miễn dịch ở một số sinh vật, gây ra hiện tượng tẩy trắng san hô. Quá trình axit hóa đại dương đã tăng lên 26% kể từ đầu kỷ nguyên công nghiệp. Nó đã được so sánh với sự thay đổi khí hậu do con người gây ra và được gọi là "cặp song sinh xấu xa của sự nóng lên toàn cầu "  hoặc " vấn đề CO2 khác ".

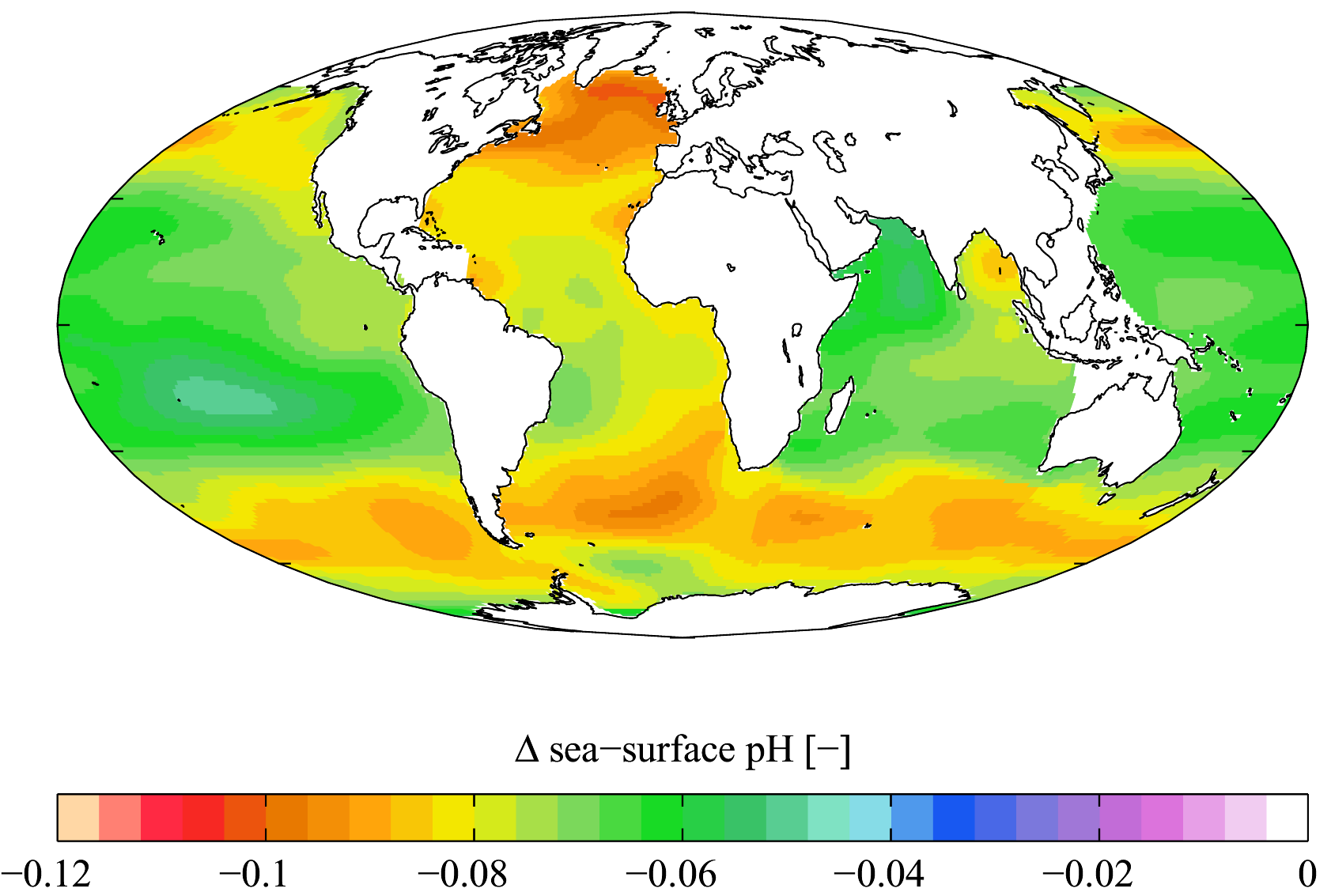
Ước tính thay đổi pH nước biển do con người thải ra CO_{2} từ khi bắt đầu cuộc cách mạng công nghiệp đến cuối thế kỷ XX

## Calci cacbonat
Aragonite là một dạng calci cacbonat mà nhiều động vật biển sử dụng để xây dựng bộ xương và vỏ cacbonat. Mức độ bão hòa aragonit càng thấp, các sinh vật càng khó xây dựng và duy trì bộ xương và vỏ của chúng. Bản đồ dưới đây cho thấy những thay đổi về mức độ bão hòa aragonit của nước bề mặt đại dương từ năm 1880 đến năm 2012.
Để lấy một ví dụ, động vật chân đốt là một nhóm ốc biển bơi phân bố rộng rãi. Đối với động vật chân đốt để tạo vỏ chúng cần aragonit được tạo ra thông qua các ion cacbonat và calci hòa tan. Động vật chân đốt bị ảnh hưởng nghiêm trọng vì mức độ axit hóa ngày càng tăng đã làm giảm lượng nước bão hòa với cacbonat cần thiết cho việc tạo aragonit.

Khi vỏ của một loài động vật chân đốt được ngâm trong nước có độ pH mà đại dương dự kiến đạt được vào năm 2100, vỏ gần như tan hoàn toàn trong vòng sáu tuần. Tương tự như vậy, san hô, tảo coralline, coccolithophores, foraminifera, cũng như động vật có vỏ nói chung, tất cả đều bị giảm vôi hóa hoặc tăng cường hòa tan do tác động của axit hóa đại dương.

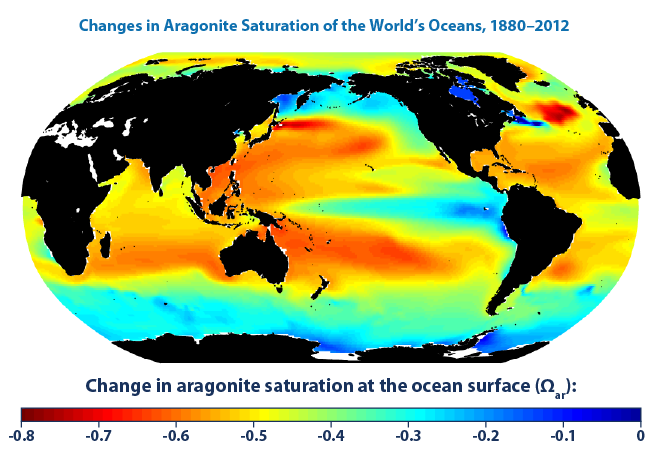
Decreases in aragonite saturation make it more difficult for marine organisms like pteropods to build calcium shells
Vỏ của các loài pteropods tan ra trong điều kiện ngày càng có tính axit do lượng CO 2 trong khí quyển tăng lên

 Động vật chân đốt và đuôi rắn đều là nguồn sinh vật chính của lưới thức ăn ở Bắc Cực và cả hai loại đều bị tổn hại nghiêm trọng do axit hóa. Vỏ Pteropods tan ra khi axit hóa tăng lên và động vật đuôi rắn mất khối lượng cơ khi các phần phụ mọc lại. Ngoài ra, trứng của động vật đuôi rắn sẽ chết trong vài ngày khi tiếp xúc với các điều kiện dự kiến của quá trình axit hóa ở Bắc Cực. Quá trình axit hóa đe dọa phá hủy lưới thức ăn ở Bắc Cực. Nước ở Bắc Cực thay đổi nhanh chóng và đang trong quá trình chưa bão hòa với aragonit. Lưới thức ăn ở Bắc Cực được coi là đơn giản, nghĩa là chỉ có vài bước trong chuỗi thức ăn từ sinh vật nhỏ đến động vật ăn thịt lớn hơn. Ví dụ, động vật chân đốt là "món mồi quan trọng của một số loài săn mồi bậc cao - sinh vật phù du lớn hơn, cá, chim biển, cá voi".

## Silicat
Sự phát triển nông nghiệp trong 400 năm qua đã làm tăng lên các loại đá và đất tiếp xúc, dẫn đến sự tăng tỷ lệ phong hóa silicat. Ngược lại, quá trình rửa trôi các trữ lượng silica vô định hình từ đất cũng tăng lên, làm tăng nồng độ silica hòa tan trong các con sông. Ngược lại, việc tăng cường xây dựng đập đã dẫn đến giảm nguồn cung cấp silica cho đại dương do sự hấp thụ của tảo cát nước ngọt sau các con đập. Sự thống trị của thực vật phù du không chứa silic do quá trình tải nitơ và phosphor do con người tạo ra và sự hòa tan silica được tăng cường trong các vùng nước ấm hơn có khả năng hạn chế xuất khẩu trầm tích đại dương silic trong tương lai.

Vào năm 2019, một nhóm các nhà khoa học cho rằng quá trình axit hóa đang làm giảm sản xuất tảo sillic ở Nam Đại Dương. 

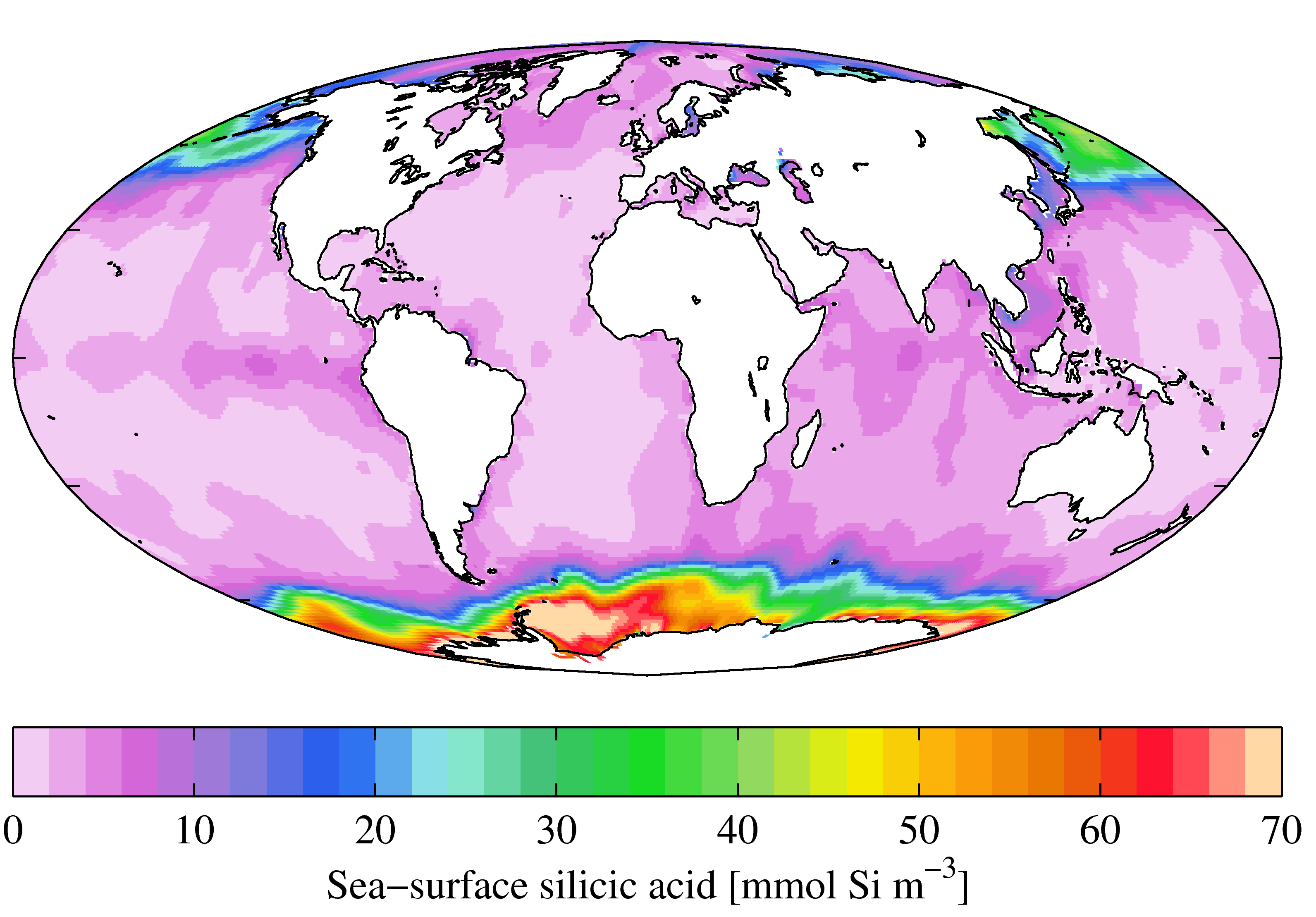
Nồng độ axit silicic trong đới cá nổi trên,  cho thấy mức độ cao ở Nam Đại Dương
Chu trình silica biển tổng quát, phỏng theo Treguer et   al., 1995 Chu trình silica biển tổng quát, phỏng theo Treguer et   al., 1995

## Sự ấm lên của nước biển

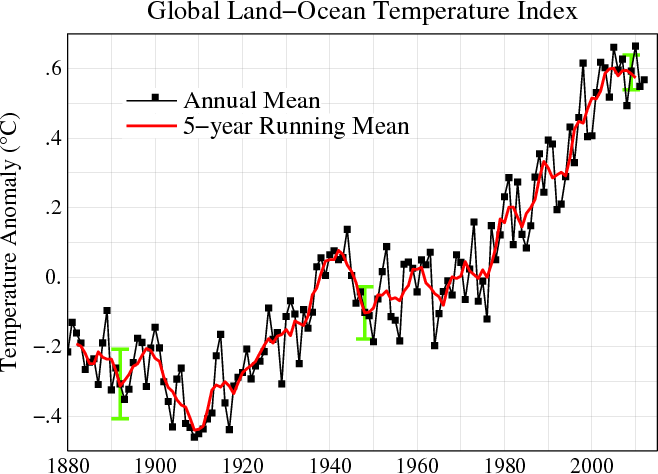
Thay đổi nhiệt độ trung bình trên đất liền-đại dương trên toàn cầu từ năm 1880 đến năm 2011, so với mức trung bình 1951-1980

Hầu hết nhiệt tỏa ra từ hiện tượng nóng lên toàn cầu đi vào đại dương chứ không đi vào khí quyển hoặc làm ấm đất liền. Hơn 30 năm trước, các nhà khoa học đã nhận ra rằng đại dương là dấu vết chính của tác động con người đối với biến đổi khí hậu và "cơ hội tốt nhất để cải thiện sự hiểu biết của chúng ta về độ nhạy cảm với khí hậu có lẽ là theo dõi nhiệt độ bên trong đại dương".
Các sinh vật biển đang di chuyển đến những vùng mát hơn của đại dương khi hiện tượng ấm lên toàn cầu diễn ra. Ví dụ, một nhóm 105 loài cá biển và động vật không xương sống đã được theo dõi dọc theo bờ biển Đông Bắc Hoa Kỳ và ở phía đông Biển Bering. Trong giai đoạn 1982-2015, trung tâm trung bình của sinh khối cho nhóm chuyển về phía bắc khoảng 10 dặm cũng di chuyển về 20 feet sâu hơn.

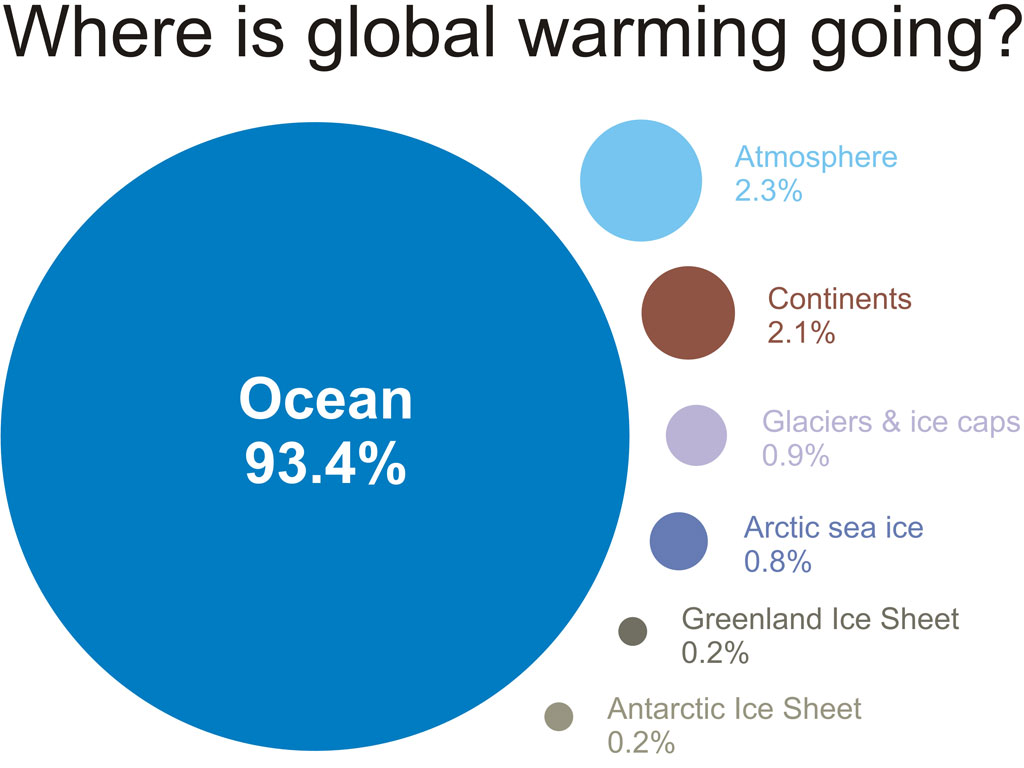
Hầu hết nhiệt tỏa ra từ hiện tượng nóng lên toàn cầu đi vào đại dương

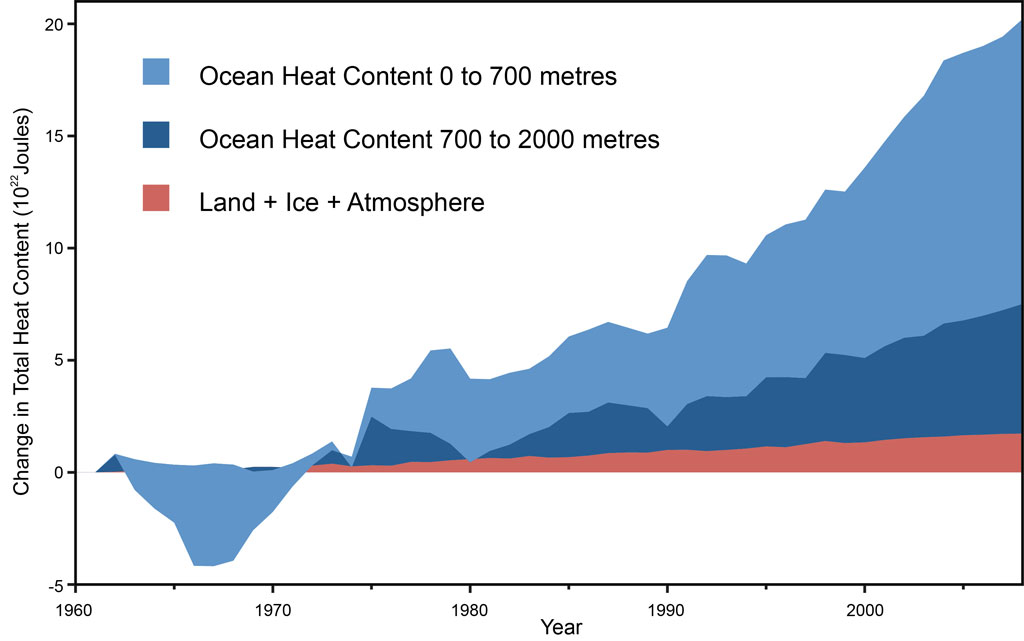
Dữ liệu tích lũy nhiệt toàn cầu, từ Nuccitelli et al. (2012)

Có bằng chứng cho thấy nhiệt độ ngày càng tăng của đại dương ảnh hưởng đến hệ sinh thái biển. Ví dụ, một nghiên cứu về sự thay đổi của thực vật phù du ở Ấn Độ Dương cho thấy sự suy giảm tới 20% thực vật phù du biển trong sáu thập kỷ qua. Vào mùa hè, phía tây Ấn Độ Dương là một trong những nơi tập trung nhiều loài thực vật phù du biển nhất trên thế giới. Sự ấm lên ở Ấn Độ Dương làm tăng sự phân tầng đại dương, ngăn cản sự pha trộn chất dinh dưỡng trong vùng dải sáng rõ, nơi có nhiều ánh sáng để quang hợp. Do đó, sản xuất sơ cấp bị hạn chế và toàn bộ mạng lưới lương thực của khu vực bị gián đoạn. Nếu tình trạng ấm lên nhanh chóng tiếp tục diễn ra, Ấn Độ Dương có thể biến thành một sa mạc sinh thái và ngừng hoạt động.  

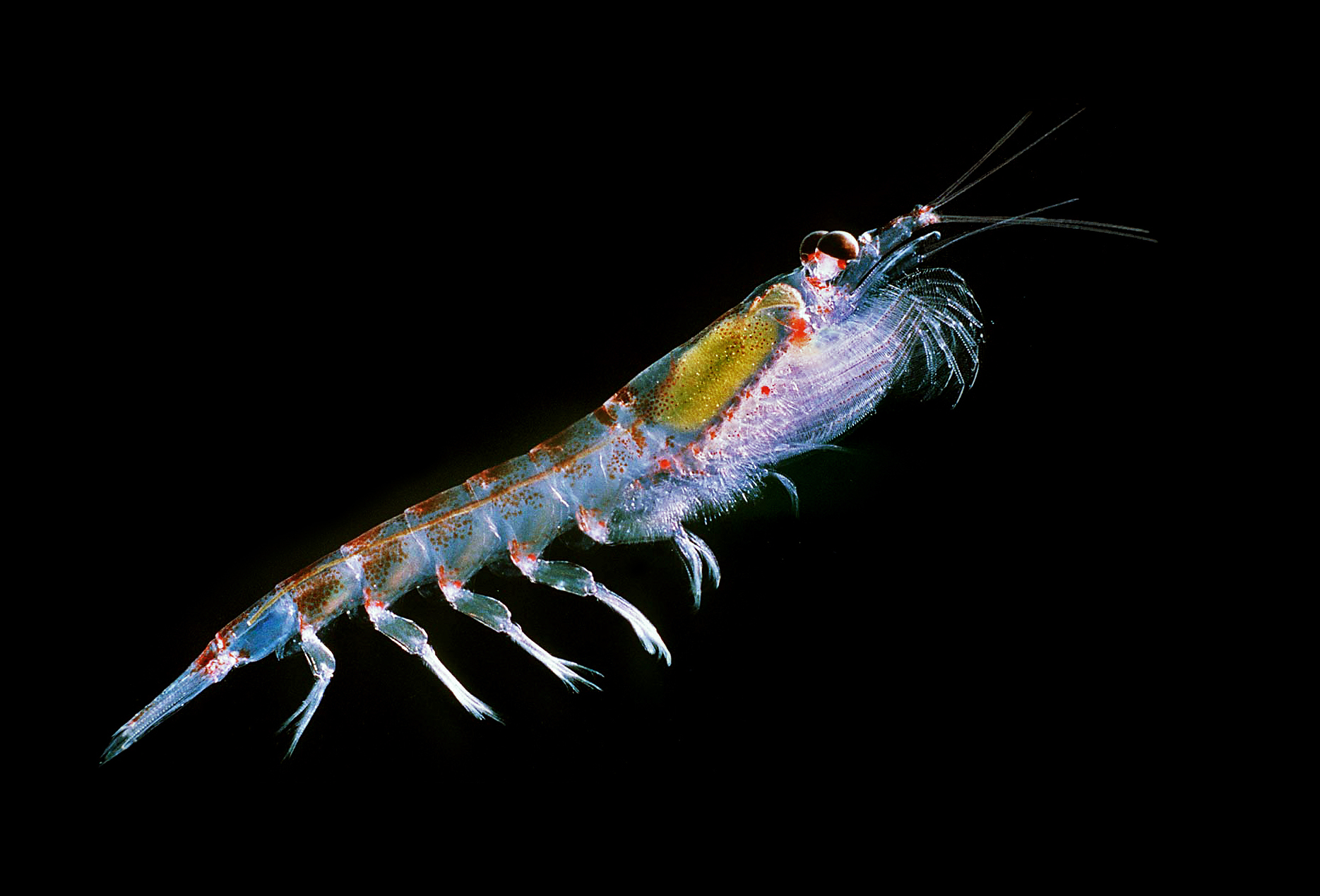
Sự ấm lên của đại dương đang thay đổi sự phân bố của các loài sinh vật mấu chốt ở Nam Cực
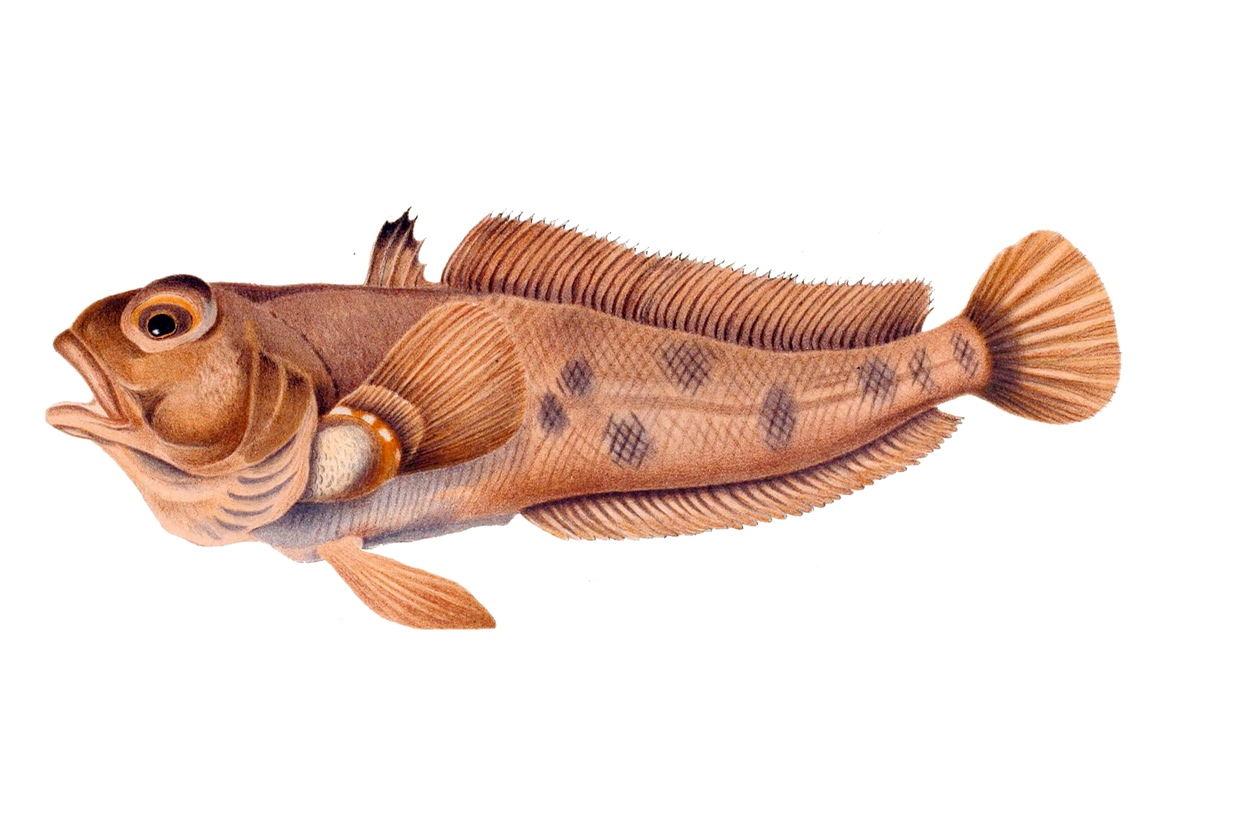
Ở Nam Cực, các loài sống ở vùng nước nông có phạm vi hạn chế như cá sấu đá ngọc lục bảo này đang bị đe dọa.

Dao động Nam Cực (còn được gọi là Chế độ hình khuyên Nam) là một vành đai gió Tây hoặc áp suất thấp bao quanh Nam Cực di chuyển về phía bắc hoặc nam tùy theo pha của nó. Trong giai đoạn tích cực của nó, vành đai gió Tây thúc đẩy Dòng điện Mạch Cực Nam tăng cường và co lại về phía Nam Cực, trong khi ở giai đoạn tiêu cực, vành đai di chuyển về phía Xích đạo. Gió gắn liền với sự dao động ở Nam Cực làm nước trồi, dọc theo thềm lục địa Nam Cực. Điều này có liên quan đến sự tan chảy cơ bản của thềm băng, đại diện cho một cơ chế do gió điều khiển có thể gây mất ổn định các phần lớn của Dải băng Nam Cực. Dao động ở Nam Cực hiện đang trong giai đoạn cực dương nhất đã xảy ra trong hơn một nghìn năm. Gần đây, giai đoạn tích cực này tiếp tục tăng cường, và điều này được cho là do lượng khí nhà kính ngày càng tăng và sự suy giảm tầng ôzôn ở tầng bình lưu sau này. Những thay đổi quy mô lớn này trong môi trường vật chất đang "thúc đẩy sự thay đổi qua tất cả các cấp của lưới thức ăn biển Nam Cực". Sự ấm lên của đại dương cũng đang làm thay đổi sự phân bố của các loài nhuyễn thể ở Nam Cực.   Loài nhuyễn thể Nam Cực là loài then chốt của hệ sinh thái Nam Cực ngoài thềm ven biển và là nguồn thức ăn quan trọng cho các loài chim và động vật có vú ở biển.
IPCC (2019) cho biết các sinh vật biển đang bị ảnh hưởng trên toàn cầu do sự ấm lên của đại dương và tác động trực tiếp đến cộng đồng con người, nghề cá và sản xuất lương thực.  Có khả năng số lượng động vật biển sẽ giảm 15% và sản lượng đánh bắt thủy sản giảm từ 21% đến 24% vào cuối thế kỷ 21 do biến đổi khí hậu.
Một nghiên cứu năm 2020 báo cáo rằng vào năm 2050, hiện tượng ấm lên toàn cầu có thể lan rộng trong đại dương sâu gấp bảy lần so với hiện tại, ngay cả khi lượng khí thải gây hiệu ứng nhà kính được cắt giảm. Sự ấm lên ở các lớp trung bì và sâu hơn có thể gây ra những hậu quả lớn đối với lưới thức ăn của đại dương sâu, vì các loài sinh vật đại dương sẽ cần phải di chuyển để duy trì nhiệt độ tồn tại.

## Mực nước biển dâng cao

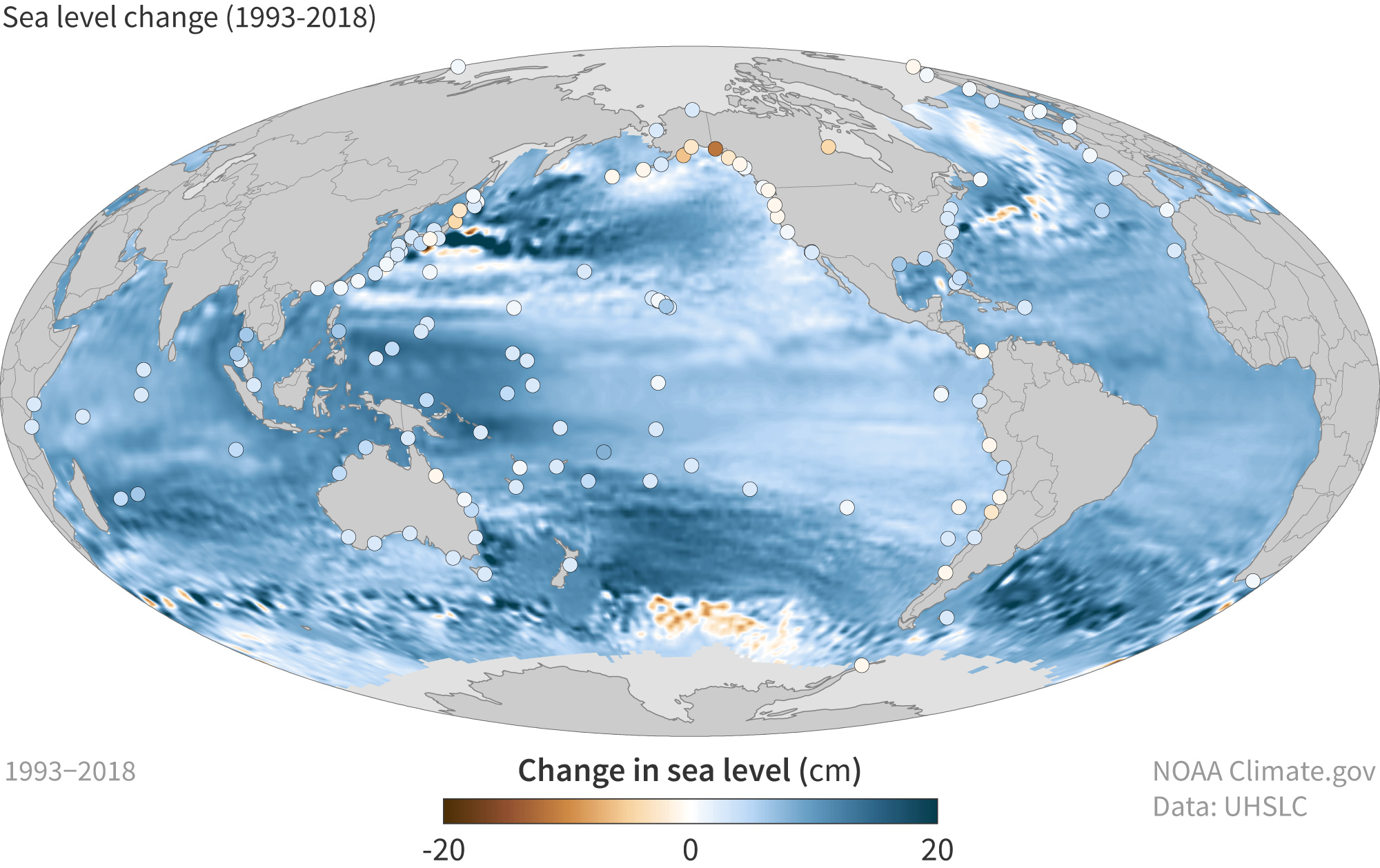
Từ năm 1993 đến năm 2018, mực nước biển trung bình đã tăng trên hầu hết các đại dương trên thế giới (màu xanh lam).

Các hệ sinh thái ven biển đang phải đối mặt với những thay đổi lớn do mực nước biển dâng cao. Một số hệ sinh thái có thể di chuyển vào đất liền với mốc nước cao, nhưng một số hệ sinh thái khác bị ngăn cản di cư do các rào cản tự nhiên hoặc nhân tạo. Sự thu hẹp bờ biển này, được gọi là sự siết chặt bờ biển nếu có sự tham gia của các rào cản do con người tạo ra, có thể làm mất các môi trường sống như bãi bồi và đầm lầy. Rừng ngập mặn và đầm lầy thủy triều điều chỉnh theo mực nước biển dâng bằng cách xây dựng theo chiều thẳng đứng sử dụng trầm tích và chất hữu cơ tích lũy. Nếu mực nước biển dâng quá nhanh, chúng sẽ không thể theo kịp và thay vào đó sẽ bị nhấn chìm.

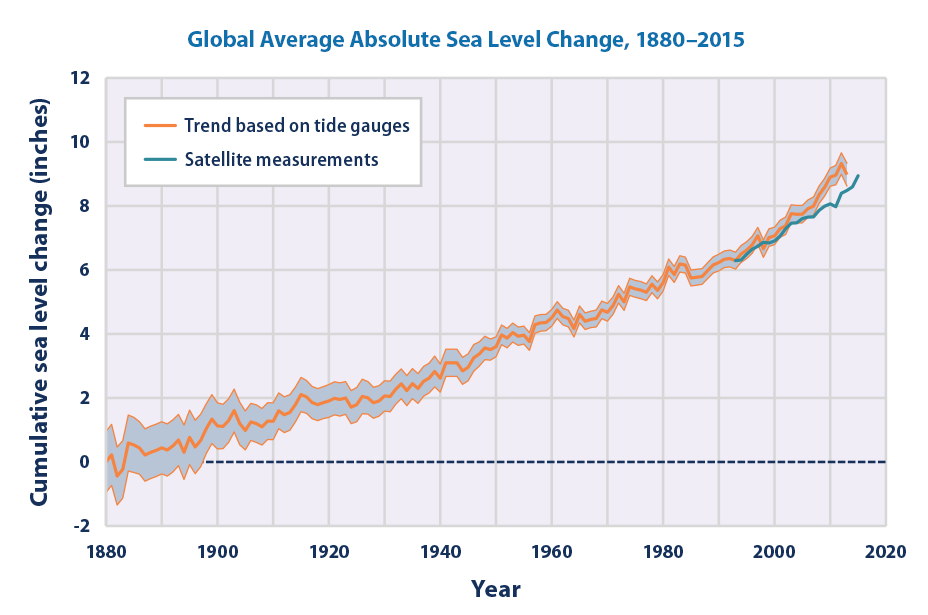
Mực nước biển thay đổi, 1880-2015

San hô, một phần quan trọng đối với đời sống của chim và cá, cũng cần phát triển theo chiều thẳng đứng để tiếp xúc với mặt biển để nhận đủ năng lượng từ ánh sáng mặt trời. Cho đến nay, nó đã có thể theo kịp, nhưng có thể sẽ không thể trong tương lai. Các hệ sinh thái này bảo vệ nước khỏi dâng do bão, sóng và sóng thần. Việc mất đi chúng khiến mực nước biển dâng cao hơn. Các hoạt động của con người, chẳng hạn như xây đập, có thể ngăn cản các quá trình thích ứng tự nhiên bằng cách hạn chế nguồn cung cấp phù sa cho các vùng đất ngập nước, dẫn đến mất các đầm lầy thủy triều. Khi nước biển di chuyển vào đất liền, lũ lụt ven biển có thể gây ra các vấn đề với các hệ sinh thái trên cạn hiện có, chẳng hạn như làm ô nhiễm đất của chúng. Bramble Cay melomys là loài động vật có vú trên cạn đầu tiên bị tuyệt chủng do mực nước biển dâng.

## Hoàn lưu đại dương và độ mặn

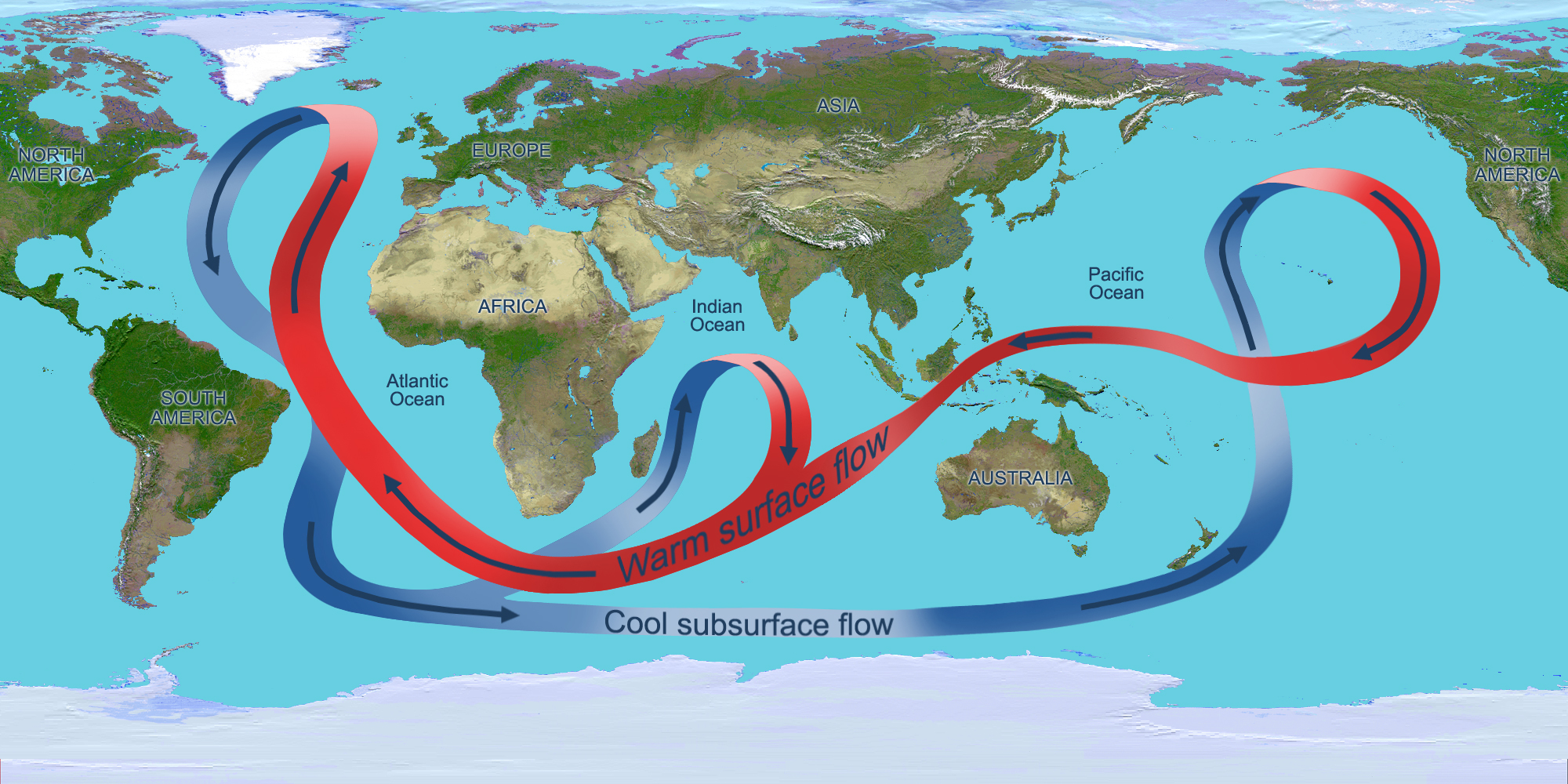

Độ mặn đại dương là thước đo lượng muối hòa tan trong đại dương. Các muối sinh ra do xói mòn và việc vận chuyển các muối hòa tan từ đất. Độ mặn bề mặt của đại dương là một biến số quan trọng trong hệ thống khí hậu khi nghiên cứu chu trình nước toàn cầu, trao đổi đại dương - khí quyển và lưu thông đại dương, tất cả các thành phần quan trọng vận chuyển nhiệt, động lượng, carbon và chất dinh dưỡng trên khắp thế giới. Nước lạnh đậm đặc hơn nước ấm và nước mặn đậm đặc hơn nước ngọt. Điều này có nghĩa là mật độ của nước đại dương thay đổi khi nhiệt độ và độ mặn của nó thay đổi. Những thay đổi về mật độ này là nguồn năng lượng chính thúc đẩy sự tuần hoàn của đại dương.
Các phép đo độ mặn đại dương bề mặt được thực hiện từ những năm 1950 cho thấy sự gia tăng chu kỳ nước toàn cầu với các khu vực có độ mặn cao trở nên mặn hơn và các khu vực có độ mặn thấp trở nên ít mặn hơn.

## Khử oxy đại dương

Chu trình nitơ và vùng tối thiểu khí oxi

Quá trình khử oxy trong đại dương là một tác nhân gây căng thẳng thêm cho sinh vật biển. Quá trình khử oxy ở đại dương là sự mở rộng các vùng tối thiểu oxy trong các đại dương do hậu quả của việc đốt nhiên liệu hóa thạch. Sự thay đổi diễn ra khá nhanh chóng và gây ra mối đe dọa lớn đối với cá và các loại sinh vật biển khác, cũng như những người sống phụ thuộc vào sinh vật biển để lấy dinh dưỡng hoặc sinh kế. Quá trình khử oxy trong đại dương có ý nghĩa đối với năng suất của đại dương, chu kỳ dinh dưỡng, chu kỳ carbon và môi trường sống của biển.
Sự ấm lên của đại dương làm trầm trọng thêm quá trình khử oxy của đại dương và gây căng thẳng hơn nữa cho các sinh vật biển, hạn chế sự sẵn có của chất dinh dưỡng bằng cách tăng sự phân tầng của đại dương thông qua các hiệu ứng về mật độ và độ hòa tan đồng thời làm tăng nhu cầu trao đổi chất. Theo Báo cáo đặc biệt năm 2019 của IPCC về Đại dương và Khí quyển trong điều kiện khí hậu thay đổi, khả năng tồn tại của các loài đang bị gián đoạn trên khắp mạng lưới thức ăn đại dương do những thay đổi trong hóa học đại dương. Khi đại dương ấm lên, sự hòa trộn giữa các lớp nước giảm đi, dẫn đến lượng oxy và chất dinh dưỡng cung cấp cho sinh vật biển ít hơn.

## Băng ở cực

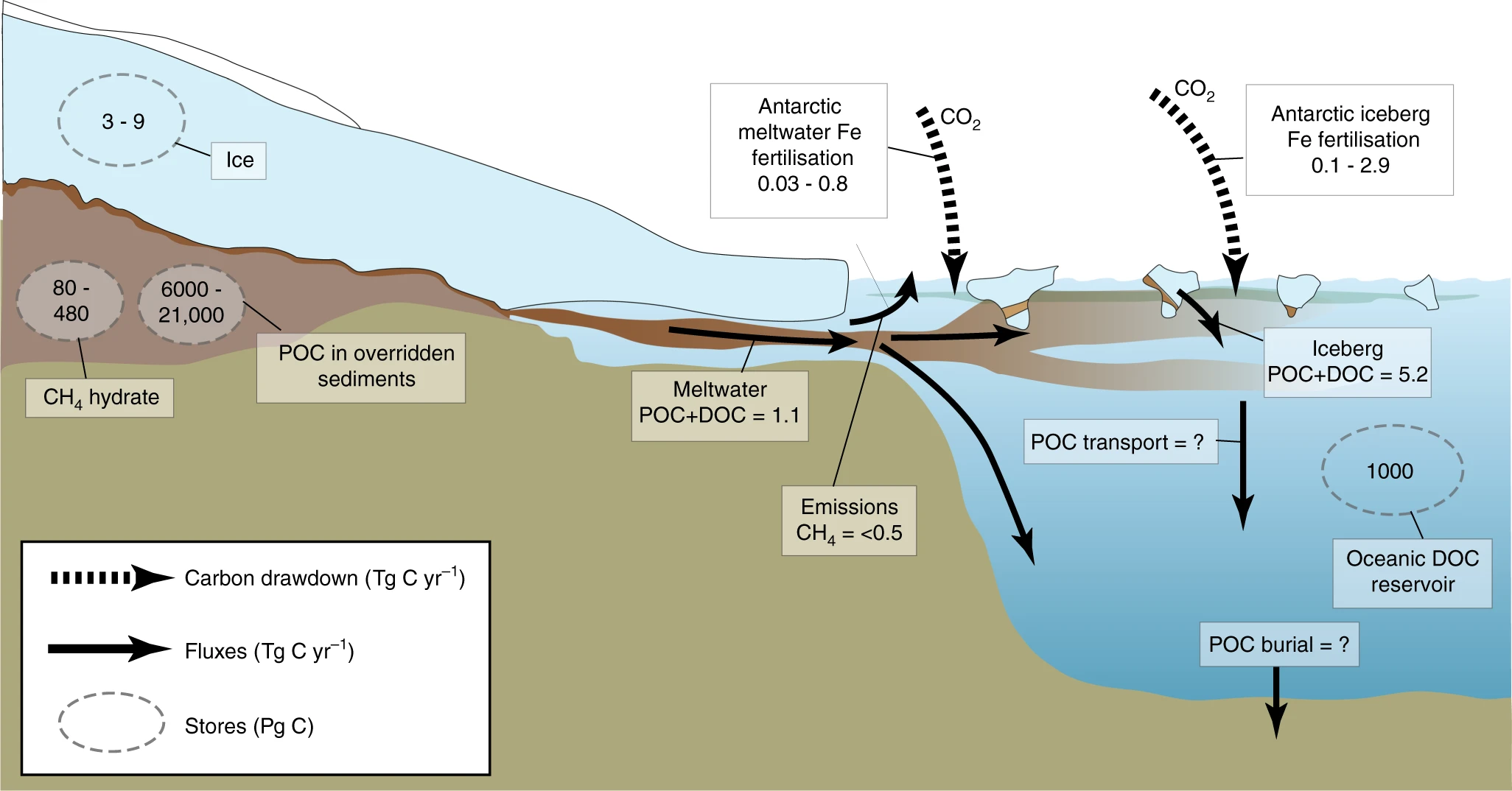
Lưu trữ và các dòng khí carbon trong các tảng băng ngày nay (2019) và tác động được dự đoán đối với carbon dioxide (nơi có dữ liệu).
Thông lượng carbon ước tính được đo bằng Tg C a ^{−1} (megatonnes carbon mỗi năm) và kích thước ước tính của trữ lượng carbon được đo bằng Pg C (hàng nghìn megaton carbon). DOC = cacbon hữu cơ hòa tan, POC = cacbon hữu cơ dạng hạt.

Cho đến gần đây, các tảng băng được coi là thành phần trơ của chu trình carbon và phần lớn bị bỏ qua trong các mô hình toàn cầu. Nghiên cứu trong thập kỷ qua đã thay đổi quan điểm này, chứng minh sự tồn tại của các cộng đồng vi sinh vật thích nghi độc đáo, tỷ lệ phong hóa sinh hóa / vật lý cao trong các tảng băng và lưu trữ và chu chuyển cacbon hữu cơ trên 100 tỷ tấn cũng như các chất dinh dưỡng.

## Nhiều yếu tố gây căng thẳng

Nếu có nhiều hơn một tác nhân gây căng thẳng thì hiệu ứng có thể được khuếch đại. Ví dụ, sự kết hợp giữa axit hóa đại dương và sự gia tăng nhiệt độ đại dương có thể có tác động tổng hợp lên sinh vật biển vượt xa tác động có hại riêng lẻ của cả hai.
Trong khi tác động đầy đủ của việc tăng CO 2 đối với các hệ sinh thái biển vẫn đang được ghi nhận, có một cơ quan nghiên cứu đáng kể cho thấy rằng sự kết hợp giữa axit hóa đại dương và nhiệt độ đại dương tăng cao, chủ yếu do CO 2 và các khí thải nhà kính khác gây ra, có tác động kép. về sinh vật biển và môi trường đại dương. Tác động này vượt xa tác động riêng lẻ của một trong hai. Ngoài ra, sự ấm lên của đại dương làm trầm trọng thêm quá trình khử oxy của đại dương, vốn là một yếu tố gây căng thẳng thêm cho các sinh vật biển, bằng cách gia tăng sự phân tầng đại dương, thông qua các ảnh hưởng về mật độ và độ hòa tan, do đó hạn chế chất dinh dưỡng, đồng thời làm tăng nhu cầu trao đổi chất. 

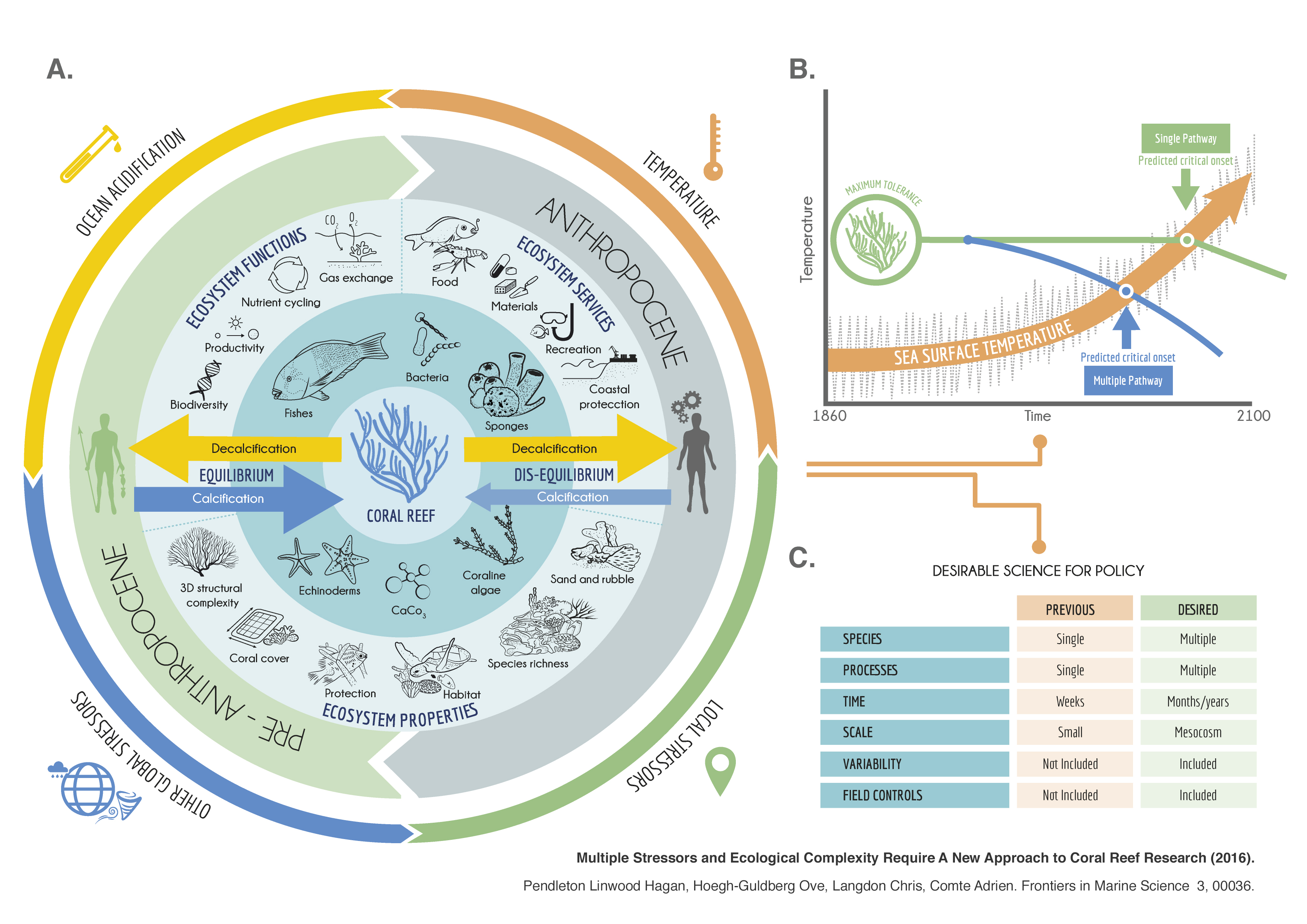

Hướng và mức độ ảnh hưởng của quá trình axit hóa, ấm lên và khử oxy đại dương trên đại dương đã được định lượng bằng các phân tích tổng hợp, và đã được kiểm tra thêm bằng các nghiên cứu mesocosm. Các nghiên cứu mesocosm đã mô phỏng sự tương tác của các yếu tố gây căng thẳng này và phát hiện ra tác động thảm khốc đối với mạng lưới thức ăn biển, cụ thể là sự gia tăng tiêu thụ do căng thẳng nhiệt nhiều hơn là phủ nhận sự gia tăng của bất kỳ nhà sản xuất chính nào đối với động vật ăn cỏ từ lượng carbon dioxide sẵn có.

## Động lực thay đổi

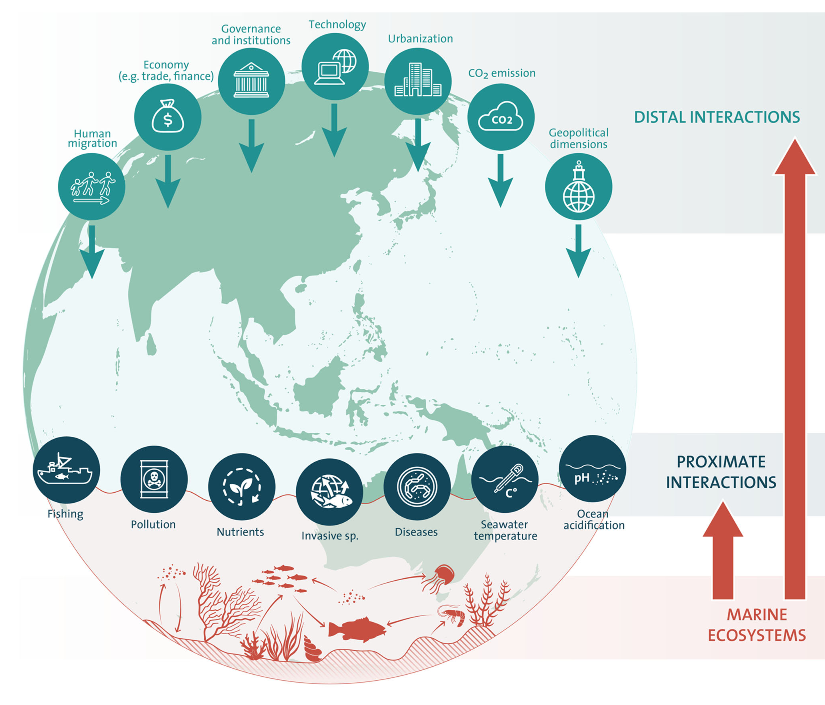

Những thay đổi trong động thái hệ sinh thái biển chịu ảnh hưởng của các hoạt động kinh tế xã hội (ví dụ, đánh bắt cá, ô nhiễm) và thay đổi sinh lí do con người gây ra (ví dụ, nhiệt độ, axit hóa đại dương) và có thể tương tác và tác động nghiêm trọng đến động thái hệ sinh thái biển và các dịch vụ hệ sinh thái mà chúng tạo ra cho xã hội. Hiểu được những tương tác trực tiếp hoặc gần gũi này là một bước quan trọng để hướng tới việc sử dụng bền vững các hệ sinh thái biển. Tuy nhiên, các tương tác gần được gắn trong bối cảnh kinh tế xã hội rộng lớn hơn nhiều, ví dụ, kinh tế thông qua thương mại và tài chính, di cư của con người và tiến bộ công nghệ, hoạt động và tương tác ở quy mô toàn cầu, ảnh hưởng đến các mối quan hệ gần.

## Dịch chuyển đường cơ sở
Việc dịch chuyển đường cơ sở nảy sinh trong khi nghiên cứu về hệ sinh thái biển bởi vì những thay đổi phải được đo so với một số điểm tham chiếu trước đó (đường cơ sở), do đó có thể đại diện cho những thay đổi đáng kể so với trạng thái thậm chí còn sớm hơn của hệ sinh thái.  Theo cách này, sự suy giảm lớn trong các hệ sinh thái hoặc các loài trong một thời gian dài đã và đang bị che lấp.